# Aonidia sclerosa
Aonidia sclerosa är en insektsart som beskrevs av Abraham Munting 1969. Aonidia sclerosa ingår i släktet Aonidia och familjen pansarsköldlöss. Inga underarter finns listade i Catalogue of Life.